# Ileanta latitarsis
Ileanta latitarsis är en stekelart som beskrevs av Cameron 1899. Ileanta latitarsis ingår i släktet Ileanta och familjen brokparasitsteklar. Inga underarter finns listade i Catalogue of Life.